# Fountains Abbey

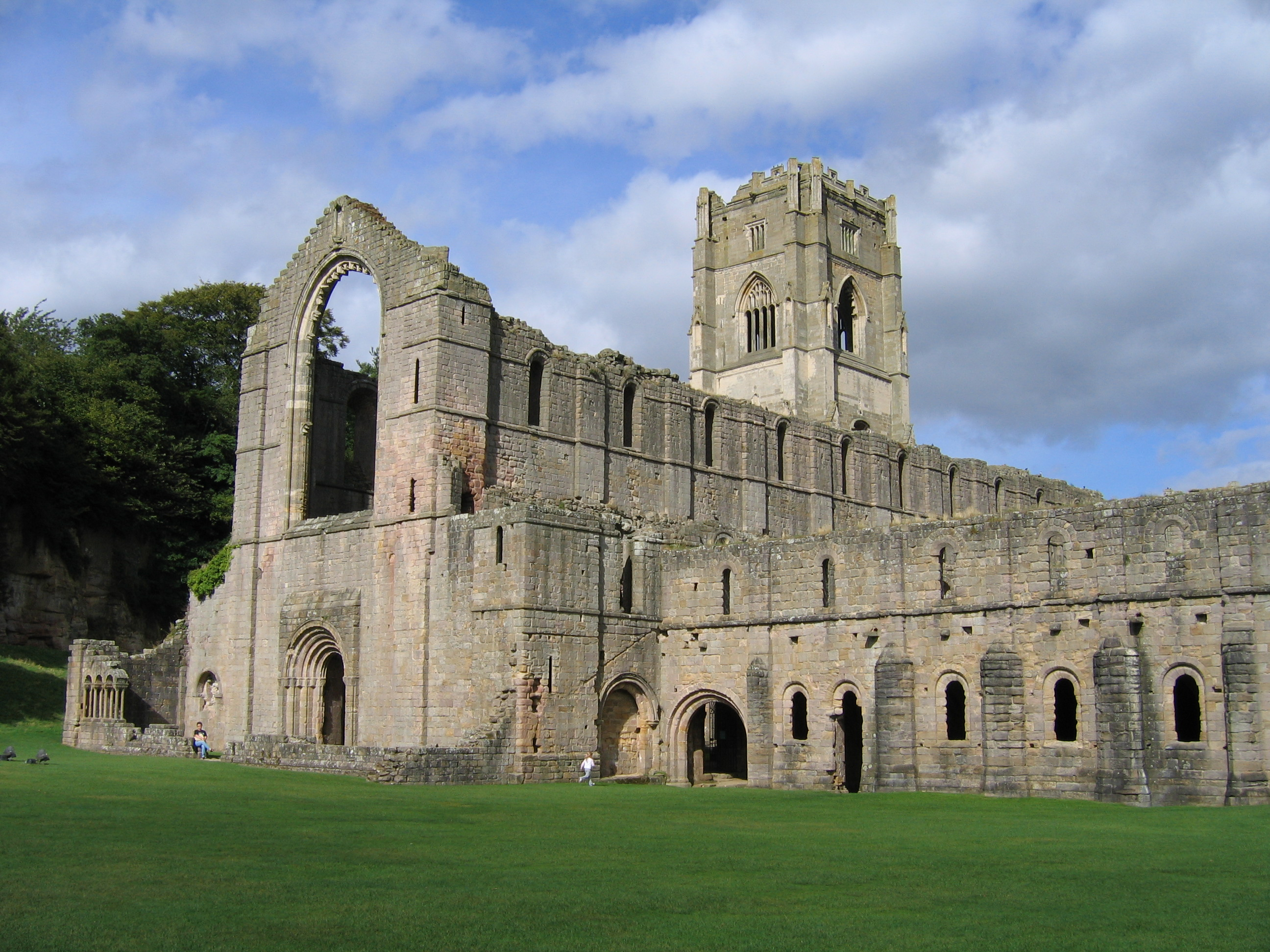
Fountains Abbey

Fountains Abbey – dawne opactwo cysterskie w Anglii, w hrabstwie North Yorkshire, położone ok. 4 km na południowy zachód od miasta Ripon. Ruiny założonego w 1132 roku klasztoru znajdują się obecnie wraz z sąsiadującym parkiem Studley Royal Park na liście światowego dziedzictwa UNESCO.

## Historia
W 1132 roku grupa trzynastu benedyktyńskich mnichów opuściła w proteście opactwo St Mary's w Yorku i otrzymała pozwolenie na założenie nowego klasztoru w północnej części hrabstwa Yorkshire. W 1135 roku mnisi przyjęci zostali do zakonu cystersów. Założony przez nich klasztor intensywnie się rozwijał, w połowie XIII wieku stając się jednym z najbogatszych w Anglii. Zamieszkujący go mnisi zajmowali się m.in. hodowlą owiec, bydła i koni, wydobyciem ołowiu oraz kamieniarstwem. W XIV wieku opactwo podupadło, na co wpływ miały klęski nieurodzaju, najazdy Szkotów oraz czarna śmierć. Okres świetności powrócił na przełomie XV i XVI wieku, jednak został przerwany w 1539 roku, gdy na mocy aktu wydanego przez Henryka VIII Fountains Abbey, podobnie jak inne klasztory na terenie Anglii, został rozwiązany i przeszedł na własność Korony.
W 1693 roku posiadłości otaczające klasztor stały się własnością Johna Aislabiego, który zapoczątkował na tym terenie tworzenie ogrodów. W 1767 roku jego syn William Aislabie zakupił ruiny opactwa i kontynuował prace nad ogrodami, znanymi jako Studley Royal Park. 
Od 1983 roku ruiny opactwa są własnością fundacji National Trust. W 1986 roku wraz ze Studley Royal Park zostały wpisane na listę światowego dziedzictwa UNESCO. Co roku klasztor odwiedza ponad 300 000 turystów.